# Cytheruridae
Cytheruridae is een familie van kreeftachtigen uit de klasse van de Ostracoda (mosselkreeftjes).

## Taxonomie

### Onderfamilie
- Cytherurinae Müller, 1894

### Geslachten
- Absonocytheropteron Puri, 1957 †
- Acrocythere Neale, 1960 †
- Angulicytherura Schornikov & Dolgov, 1995
- Aversovalva Hornibrook, 1952
- Chapmanicytherura Weaver, 1982 †
- Cytheropteron Sars, 1866
- Cytherura Sars, 1866
- Eocytheropteron Alexander, 1933
- Eucytherura Mueller, 1893
- Frenguellicythere Bertels-Psotka & Martinez, 1999
- Hapsicytheridea Al-Furaih, 1980 †
- Heinzmalzina Mostafawi, 1992
- Hemicytherura Elofson, 1941
- Hemingwayella Neale, 1975 †
- Hemiparacytheridea Herrig, 1963 †
- Howeina Hanai, 1957 †
- Howeina Puri, 1956 †
- Infracytheropteron Kaye, 1964 †
- Kangarina Coryell & Fields, 1937 †
- Kobayashiina Hanai, 1957
- Konarocythere Krutak, 1961 †
- Laocoonella De Vos & Stock, 1956
- Levocytherura Schornikov, 1969
- Lobosocytheropteron Ishizaki & Gunther, 1974
- Loxoreticulatum Benson, 1964
- Meganopteron Hu & Tao, 2008
- Microceratina Swanson, 1980
- Microcosmia Crane, 1965 †
- Microcytherura Mueller, 1894
- Nearocytherura Ishizaki & Gunther, 1974
- Oculocytheropteron Bate, 1972 †
- Orthonotacythere Alexander, 1933 †
- Paracytheropteron Ruggieri, 1952
- Paradoxorhyncha Chapman, 1904 †
- Parahemingwayella Dingle, 1984
- Pedicythere Eagar, 1965 †
- Pelecocythere Athersuch, 1979
- Pseudocytherura Dubovsky, 1939
- Rhadinocytherura Sheppard & Bate, 1980 †
- Rimacytheropteron Whatley & Coles, 1987
- Semicytherura Wagner, 1957
- Serrocytherura Ishizaki & Gunther, 1974
- Swainocythere Ishizaki, 1981
- Typhlocythere Bonaduce, Ciampo & Masoli, 1976
- Xylocythere Maddocks & Steineck, 1987